# São Pedro da Água Branca
São Pedro da Água Branca är en kommun i Brasilien.   Den ligger i delstaten Maranhão, i den centrala delen av landet, 1 200 km norr om huvudstaden Brasília. Antalet invånare är 12 025.
Omgivningarna runt São Pedro da Água Branca är huvudsakligen savann. Runt São Pedro da Água Branca är det glesbefolkat, med 14 invånare per kvadratkilometer.